# Aston (nome)
Aston  è un nome proprio di persona inglese maschile.

## Origine e diffusione
Si tratta di una ripresa del cognome inglese Aston, il cui uso come nome è attestato dal XVI secolo. Il cognome può avere diverse origini:
- Dal nome inglese antico Athelstan (o Æðelstan, Æthelstan)[1][3], composto da æðel ("nobile") e stān ("pietra", "roccia")[4]
- Dal nome inglese antico Eadstan, composto da ēad ("ricco", "felice") e stān ("pietra", "roccia")[1]
- Dal medio inglese at [the] stone, indicante una persona che viveva nei pressi di una roccia (come un dolmen)[1]
- Da uno dei vari toponimi così chiamati in Inghilterra, tutti derivanti dai termini inglesi antichi ēast ("est") e tūn ("villaggio"), quindi "villaggio ad est"[1][2][3]

## Onomastico
Il nome è adespota e quindi l'onomastico viene festeggiato il 1º novembre, giorno dedicato alla festa di Ognissanti.

## Persone

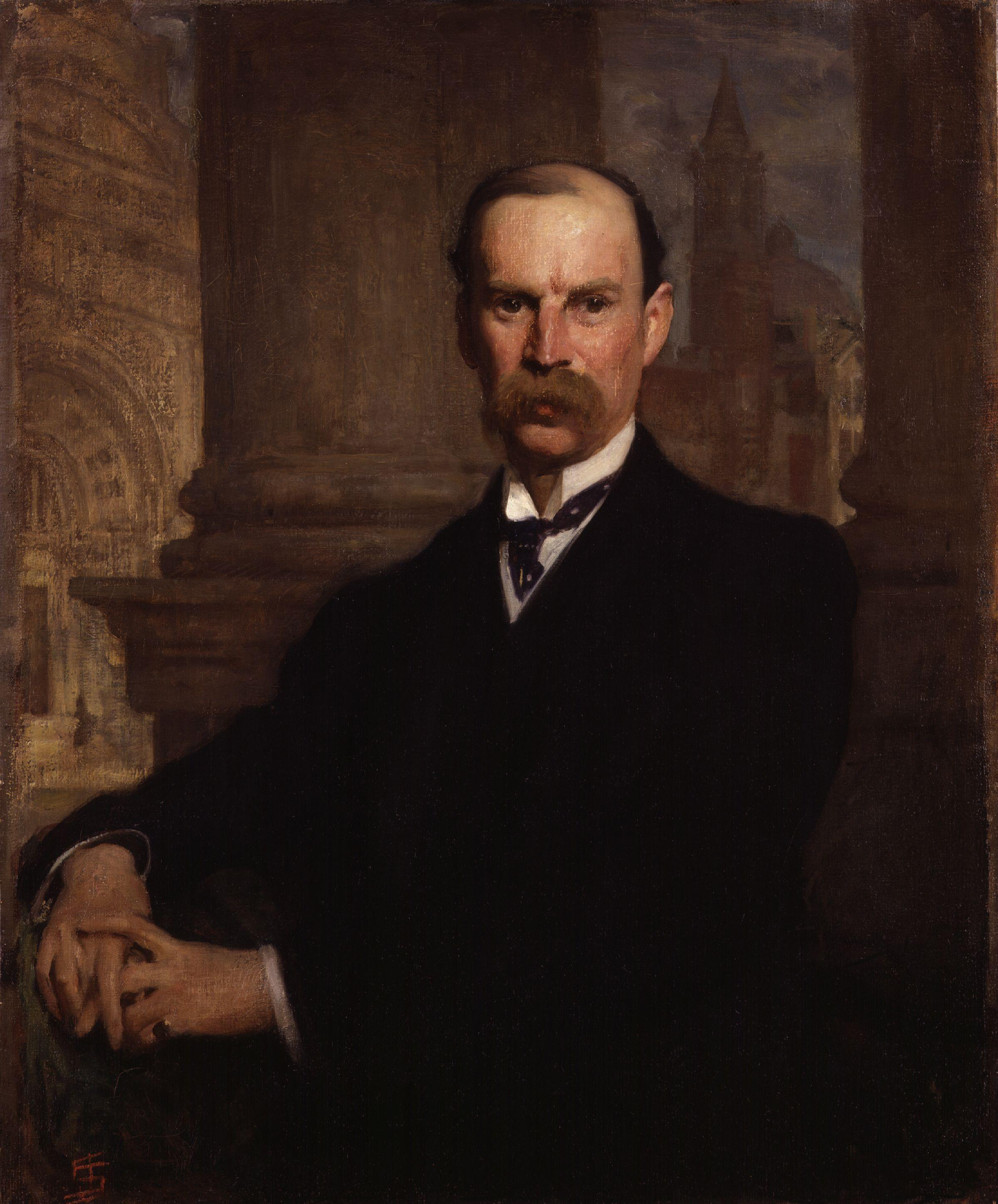
Aston Webb

- Aston Barrett, bassista e produttore discografico giamaicano
- Aston Webb, architetto britannico